# Atáviros
Atáviros (em grego: Αττάβυρος; romaniz.: Attávyros) é um município na ilha de Rodes, no Dodecaneso, na Grécia. Possuía uma população de 3 225 segundo censo de 2001 e uma área de de 234,35 km². É o município mais ocidental da ilha, ocupando a porção central de sua costa ocidental. A sede do município está em Empona (pop. 1 216), a sua maior cidade, outras localidades são Agios Isidoros (590) e Critínia (542). Na área de terra é o segundo maior município em Rodes, mas é o que tem menos população da ilha.